# El siniestro doctor Orloff
El siniestro doctor Orloff (dt. Der unheimliche Dr. Orloff) ist ein 1982 entstandener, spanischer Horrorfilm von Jesús Franco Manera mit Howard Vernon in der Titelrolle.

## Handlung
Einst hatte der ebenso schreckliche wie dämonische und skrupellose Dr. Orloff versucht, das Antlitz seiner durch einen Unfall mit schweren Brandwunden entstellten Tochter Melissa mittels Gesichtstransplantation wiederherzustellen. So manche Prostituierte, die von Orloff als „entbehrlich“ angesehen wurde, musste für diese Versuche ihr Leben lassen. Ein Polizeiinspektor namens Tanner kam damals Orloffs furchtbarem Treiben auf die Spur und beendete die Untaten des gewissenlosen Arztes. Dabei kamen Dr. Orloff und seine Tochter ums Leben. So glaubte man bisher. Über zwanzig Jahre sind seitdem vergangen …
In Wahrheit hat Dr. Orloff überlebt, ebenso seine Tochter. Melissa befindet sich seitdem in einem künstlichen Koma und ist, anders als ihr Vater, nicht gealtert. Und noch immer versucht der Schreckensmediziner, Melissas Gesicht wiederherzustellen. Sein Sohn Alfred Orloff soll in seinem Sinne weiterwirken. Der aber befriedigt andere Perversionen als die seines Vaters, denn Alfred begehrt seine komatöse Schwester sexuell und strebt vielmehr danach, einen Seelentausch an ihr vorzunehmen. Er plant nicht weniger als die einstige Schönheit Melissas mit der Persönlichkeit einer Hure zu vereinen. Scheinbar ziellos fährt Alfred deshalb durch die Straßen und schwadroniert von der Verworfenheit all jener Dämchen, die er aus genanntem Grunde umzubringen gedenkt. Wie schon zuvor sein Vater bedient sich dabei auch der Junior der Hilfe eines tumben Gehilfen, der diesmal allerdings nicht Morpho (wie in Der schreckliche Dr. Orloff) heißt, sondern Andros und ebenso blind ist wie der treue Diener des alten Orloffs. Hat er sein Opfer erst einmal überwältigt, verfrachtet Andros die betäubte Hure anschließend in das Laboratorium Alfreds.
Der medizinisch-technische Fortschritt hat in den vergangenen zwei Jahrzehnten auch bei den Orloffs nicht Halt gemacht. Anders als noch der Alte nutzt Andros Orloff hochmoderne Apparaturen, mit denen er seine Opfer in ihre Atome zerlegen kann und mittels Extraktion die Seele herausfiltert, um sie auf den Körper Melissas zu übertragen. Orloffs ewiger Gegenspieler, Inspektor Tanner, wird daraufhin eingeschaltet und erhält diesmal sogar Mithilfe von seiner eigenen Frau, die sich dem irren Prostituiertenentführer als Köder anbieten will. Am Ende ist es ausgerechnet der alte Dr. Orloff, der die sinistren Pläne des Sohnes durchkreuzt, indem er seinen wahnsinnig gewordenen Sohn tötet …

## Produktionsnotizen
El siniestro doctor Orloff entstand in den ersten Monaten des Jahres 1982 an der Costa del Sol, als Manera noch mit den Dreharbeiten zu Botas negras, látigo de cuero beschäftigt war. Beendet wurde die Fortsetzung des Gruselfilmklassikers Schreie durch die Nacht (1961) in Calp nahe Alicante. Der Film lief am 18. Juni 1984 in Madrid an, ob er jemals außerhalb Spaniens gezeigt wurde, ist unbekannt. Eine deutsche Fassung existiert nicht.

## Kritiken
Der Film fand nur eine mäßige Aufnahme. Nachfolgend zwei Beispiele:
Auf italo-cinema.de heißt es: „Francos Inszenierung ist langsam, inkonsistent, viele der Darsteller sind schwach. Antonio Mayans dagegen läuft in EL SINIESTRO DOCTOR ORLOFF zur Hochform auf, eine sehr schöne Performance ist hier von ihm zu sehen. (…) Zum Positiven: es ist selbstredend schön, dass Franco sich mal wieder dem Horrorgenre gewidmet hat, auch wenn das Endergebnis nur Franco-Fans befriedigen mag. Wer einen reinen Horrorfilm sehen möchte, für den ist das nichts. Der Handlung ist tranig, die Tötungen bleiben spannungsarm und blutleer.“
In Trece años de cine español steht, dass der Regisseur, „spezialisiert auf solche und ähnliche Handlungen, einen skandalträchtigen und konventionellen Film“ inszeniert habe.